# Leo Román
Leo Román, né le 6 juillet 2000 à Ibiza, est un footballeur espagnol qui évolue au poste de gardien de but avec le RCD Majorque.

## Biographie

### Carrière en club
Né à Ibiza, Leo Román est passé par différents clubs de son île natale, avant d'y intégrer le centre de formation du Peña Deportiva en 2017. Il fait ses débuts senior en prêt avec le club de San Rafael, en Tercera División,.
De retour de prêt, il évolue un temps avec l'équipe première de la Peña Deportiva en Segunda B.
Il choisit néanmoins de signer son premier contrat professionnel au RCD Majorque, en août 2020.
S'illustrant d'abord en équipe reserve, Leo Román fait ses débuts professionnels avec le RCD Majorque le 16 décembre 2021, entrant en jeu lors d'une victoire 6-0 à l'extérieur contre l'UD Llanera (en) en Coupe d'Espagne.
Le 12 juillet 2022, il renouvelle son contrat avec les Bermellones jusqu'en 2026,.

### Carrière en sélection
Leo Román devient international espoirs en septembre 2022, à l'occasion d'un match amical contre la Norvège, alors qu'il a déjà régulièrement été appelé avec la sélection depuis le début de l'année.